# Clytophylla
Clytophylla is een geslacht van vlinders van de familie visstaartjes (Nolidae), uit de onderfamilie Chloephorinae.

## Soorten
- C. artia Turner, 1929